# Вашуково
Вашуково — деревня в Вытегорском районе Вологодской области.
Входит в состав Саминского сельского поселения, с точки зрения административно-территориального деления — в Саминский сельсовет.

## География
Стоит в долине реки Самина, при федеральной трассе А-119.
Расстояние до районного центра Вытегры по автодороге — 37 км, до центра муниципального образования посёлка Октябрьский  по прямой — 9 км. Ближайшие населённые пункты — Лечино, Мишино, Никулино.

## История
В деревне Вашукова находилась центральная усадьба Низовского сельсовета, входившего в состав Андомского района Лодейнопольского округа Ленинградской области, с 1930 года — Андомского района Ленинградской области, с 1937 года — Андомского района Вологодской области.

## Население
| 2010 |
| ---- |
| 0    |

По переписи 2002 года население — 12 человек.

## Инфраструктура
Личное подсобное хозяйство с зоной сельскохозяйственного использования, индивидуальная застройка усадебного типа.

## Транспорт
Остановка общественного транспорта «Вашуково» при въезде в деревню.